# 夏尔·佩罗
夏尔·佩罗（法語：Charles Perrault，1628年1月12日—1703年5月16日）是十七世纪法国诗人、作家，以其作品《鵝媽媽的故事》而闻名。他出生于一个富裕家庭，是家中七个孩子中最小的。1695年，67歲的佩罗因失業而投身寫作，兩年後出版了《鵝媽媽的故事》。這本書使得他迅速成名，並在後世被視為現代童話故事的奠基人。

## 童話
- 韻文故事《格麗瑟莉蒂絲》（la Patience de Griselidis （页面存档备份，存于）），1691年。
- 散文童話《睡美人》（La Belle au bois dormant），1697年。
- 散文童話《小红帽》（Le Petit Chaperon rouge），1697年。
- 散文童話《藍鬍子》（La Barbe bleue），1697年。
- 散文童話《灰姑娘》（Cendrillon），1697年。
- 散文童話《小姆指（英语：Hop-o'-My-Thumb）》（Le Petit Poucet），1697年。
- 散文童話《穿長靴的猫》（Le Chat botté），1697年。